# Блайдж, Мэри Джей
Мэри Джей Блайдж (полное имя Мэри Джейн Блайдж, англ. Mary Jane Blige; также известна как Мэри Дж. Блайдж, англ. Mary J. Blige; род. 11 января 1971) — американская певица в жанрах R&B, соул и хип-хоп, автор песен, музыкальный продюсер и актриса. Общее количество проданных ею альбомов в мире составляет примерно 50 миллионов копий. Широко известная своими зажигательными концертными номерами, она по состоянию на 2015 год 27 раз номинировалась на премию «Грэмми» и была удостоена девяти статуэток.

## Биография

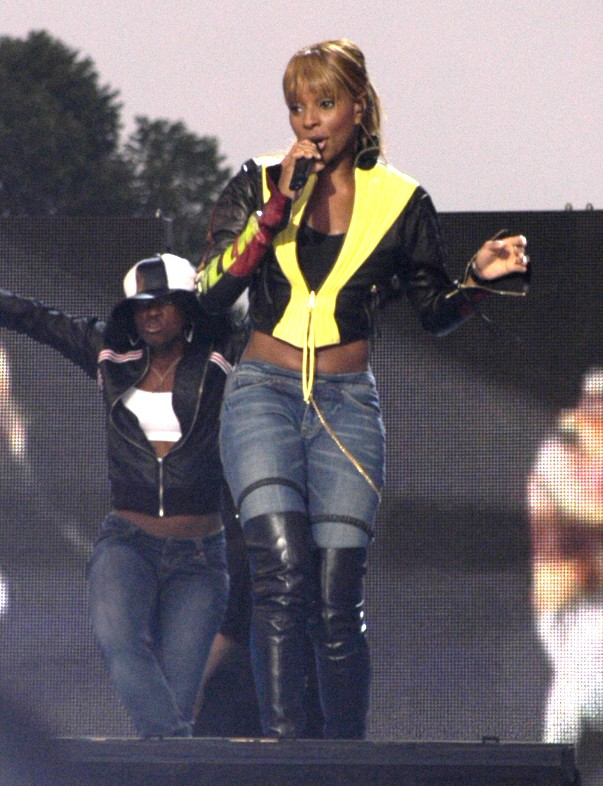
2003

Блайдж начала штурмовать хит-парады в 1991 и 1992 годах с музыкой в стиле «хип-хоп-соул», который для неё продюсировал Пафф Дэдди. Впоследствии эволюционировала в сторону более мейнстримного соула. Наибольшим успехом 1990-х стал для неё написанный Бэйбифейсом трек «Not Gon' Cry», вошедший в саундтрек и прозвучавший в фильме «В ожидании выдоха» с Уитни Хьюстон в главной роли. В 1999 году певица спела дуэтом с Джорджем Майклом песню «As», Стиви Уандера. Этот сингл был включён в сборник Джорджа Майкла Ladies & Gentlemen.
В 2001 году Мэри Джей впервые в своей карьере достигла первой строчки Billboard Hot 100 с синглом «Family Affair», который спродюсировал Dr. Dre.
В 2004 году дуэт со Стингом «Whenever I Say Your Name», был удостоен «Грэмми» в номинации «Лучшее совместное вокальное поп-исполнение» на 46-й церемонии музыкальной премии. Песня вошла в платиновый альбом Стинга Sacred Love (2003).
В 2005 году U2 пригласили Мэри Джей на свой концерт в Нью-Йорке, где она исполнила вместе с группой композицию «One». Позже была сделана студийная запись, где Мэри исполняла ведущую вокальную партию, Боно исполнял дополнительную, а группа — инструментальные партии. Запись вошла в трек-лист альбома The Breakthrough, который вышел в том же 2005 году и стал мультиплатиновым.
В 2012 году была номинирована на премию «Золотой глобус» за лучшую песню за композицию The Living Proof к фильму «Прислуга».
В 2017 году исполнила роль второго плана в фильме «Ферма «Мадбаунд». За нее она получила номинации на премии «Спутник», «Золотой глобус» и «Оскар» за лучшую женскую роль второго плана. За песню Mighty River, написанную к этому фильму, получила номинации на премии «Золотой глобус» и «Оскар». Тем самым установила своеобразный рекорд, став первым человеком, номинированным одновременно в категориях «Лучшая актриса второго плана» и «Лучшая песня к фильму».
В 2019 году исполнила роль Ча-Ча в адаптации телесериала «Академия Амбрелла» от Netflix

## Дискография

### Альбомы
- 1992:What’s the 411?
- 1993: What’s the 411? Remix
- 1994: My Life
- 1997: Share My World
- 1999: Mary
- 2001: No More Drama
- 2003: Love & Life
- 2005: The Breakthrough
- 2006: Reflections — A Retrospective
- 2007: Growing Pains
- 2009: Stronger with Each Tear
- 2011: My Life II… The Journey Continues (Act 1)
- 2014: The London Sessions Архивная копия от 30 мая 2016 на Wayback Machine
- 2017: Strength of a Woman
- 2022: Good Morning Gorgeous

## Избранная фильмография
| Год  |   | Русское название | Оригинальное название | Роль         |
| ---- | - | ---------------- | --------------------- | ------------ |
| 2019 | с | Крик             | Scream                | Шерри Эллиот |

## Награды

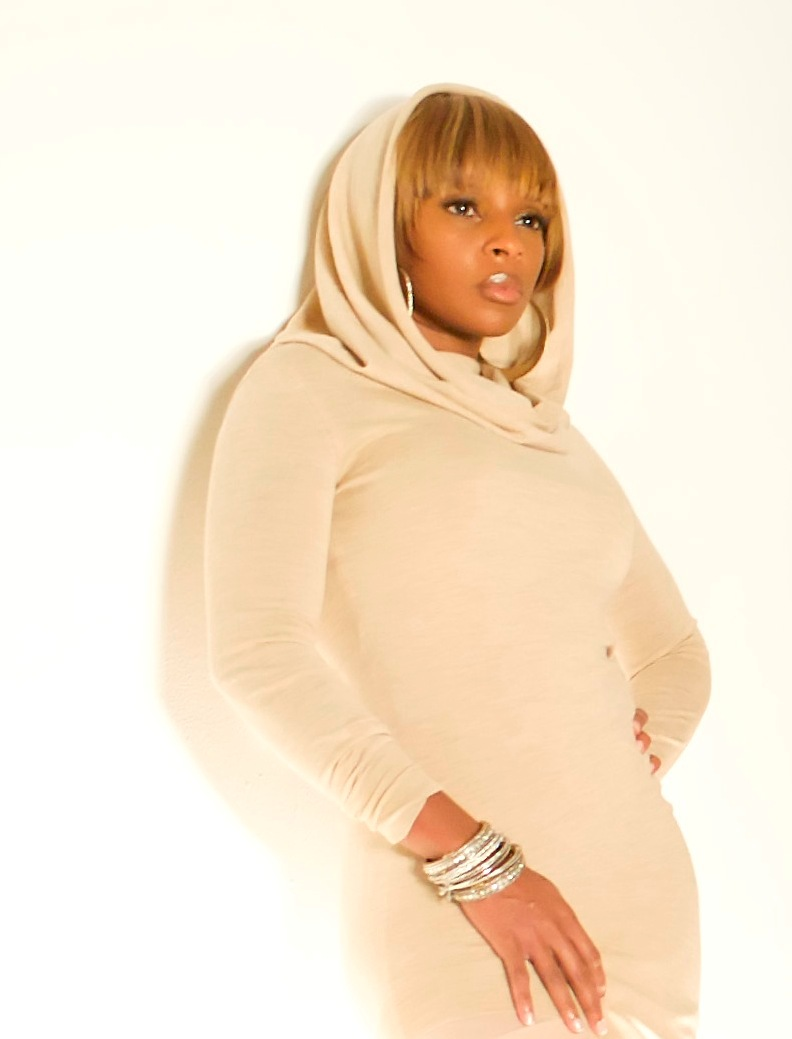
2007

### Грэмми
Выигранные:
- 2009: Лучший альбом в стиле R&B — Growing Pains
- 2008: Лучшее R&B-исполнение дуэта или группы — «Disrespectful» (c Чакой Хан)
- 2008: Лучшее исполнение в стиле госпел — «Never Gonna Break My Faith»
- 2007: Лучшее женское вокальное исполнение в стиле R&B — «Be Without You»
- 2007: Лучшая песня в стиле R&B — «Be Without You»
- 2007: Лучший альбом в стиле R&B — «The Breakthrough»
- 2004: Лучшее поп-сотрудничество с вокалом — «Whenever I Say Your Name» (со Стингом)
- 2003: Лучшее женское вокальное исполнение в стиле R&B — «He Think I Don’t Know»
- 1996: Лучшее рэп-исполнение дуэта «I’ll Be There for You/You’re All I Need to Get By» с Method Man

### American Music Awards
Выигранные:
- 2006: Лучшая Соул/R&B исполнительница
- 2006: Лучший Соул/R&B альбом — The Breakthrough
- 2003: Лучшая Хип-хоп/R&B исполнительница
- 1998: Лучший Соул/R&B альбом — Share My World

### Billboard Music Awards
Выигранные:
- 2006:
  - R&B / Хип-хоп артист года
  - R&B / Хип-хоп артистка года
  - R&B / Хип-хоп альбом года — The Breakthrough
  - Песня года радиоэфира Hot 100 — Be Without You
  - Артист года, исполняющий R&B / Хип-хоп песни
  - R&B / Хип-хоп песня года — Be Without You
  - R&B / Хип-хоп песня года в радиоэфире — Be Without You
  - Видеоклип года — Be Without You
- 1995:
  - R&B альбом года — My Life